# Рубеко, Сергей Владимирович
Сергей Владимирович Рубеко (род. 9 августа 1955, Омск) — советский и российский актёр театра и кино, Заслуженный артист Российской Федерации (1998).

## Биография
Родился 9 августа 1955 года в Омске. Вырос в Брянске. В 1977 году окончил ГИТИС (мастерская А. А. Гончарова). В 1977 — 2008 годах являлся актёром Московского академического театра имени В. В. Маяковского. Принимает участие в спектаклях Театрального дома «Миллениум», Театрального агентства «ЛеКур» и Театра «АпАРТе».
Принимал участие в телеиграх «Слабое звено» (эфир от 25 декабря 2002 года; результат — дошёл до финала, но потерпел поражение) и «Русская рулетка» (эфир от 23 июля 2004 года; результат — дошёл до финала и выиграл 22 тысячи рублей).

## Семья
Жена — артистка Театра им. Вл. Маяковского Светлана Кузнецова. Дочь — артистка МХАТ им. М. Горького Анастасия Рубеко (род. 21 ноября 1990).

## Творчество

### Роли в театре
- «Жертва века» — Лавр Мироныч Прибытков
- «Жизнь Клима Самгина» — Дронов
- «Любовь студента» — поручик Миронов
- «Наполеон» — маршал Бертье
- «Дети Ванюшина» С. А. Найдёнова — Щёткин
- «И эту дуру я любил»
- «Рамки приличий»
- «Удачная сделка или Сватовство»
- «Водевиль»
- «Любовь по-французски»
- «День рождения Синей Бороды»
- «Ханума» А. Цагарели. Режиссёр: Роберт Манукян — Микич
- «Будьте здоровы, месье…»
- «Ханума» Режиссёр Нина Чусова — Микич
- «Авантюрная семейка, или как украсть миллион» — Полицейский
- «Удачная сделка», авт. К. Манье. Режиссёр А. Бибилюров
- «Рецепт семейного счастья», авт. А. П. Чехов. Режиссёр А. Бибилюров

### Фильмография
- 1976 — Возвращение — раненый солдат
- 1980 — Быстрее собственной тени — Мыльников
- 1980 — Следствие ведут ЗнаТоКи. Ушёл и не вернулся — 15-суточник
- 1980 — Белый ворон — шахтер
- 1983 — Дамское танго — Геннадий
- 1983 — Летаргия — 'муж Жени
- 1984 — Закон зимовки (фильм-спектакль) — Фролка
- 1986 — Дождь будет (фильм-спектакль) — Мышонкин, председатель колхоза
- 1986 — Жизнь Клим Самгина (фильм-спектакль) — Дронов
- 1987 — Приключения Алиски в Вообразилии (фильм-спектакль) — повариха
- 1988 — Вам что, наша власть не нравится? — Петя Сморчков, журналист
- 1990 — Этот фантастический мир. Выпуск 16. Психодинамика колдовства — Официант
- 1991 — По Таганке ходят танки — санитар
- 1991 — Преступления актрисы Марыськиной (фильм-спектакль) — Лучинин-Кавказский
- 1992 — На Дерибасовской хорошая погода, или На Брайтон-Бич опять идут дожди — агент ЦРУ
- 1992 — Парень по вызову — бармен
- 1992 — Мелочи жизни — Марычев, работник таможни
- 1993 — Про бизнесмена Фому — милиционер в медвытрезвителе
- 1997 — Не валяй дурака... — «телемастер», капитан ФСБ
- 1998 — Му-му
- 1998 — Не послать ли нам гонца? — помощник психиатра в психушке
- 1999 — Китайский сервиз — лакей
- 1999 — Семейные тайны —
- 2000 — Истинные происшествия — участковый милиционер
- 2000 — Президент и его внучка — эпизод, один из выпивающих у ларька
- 2000 — Марш Турецкого — милиционер
- 2001 — Саломея — Аполлинарий
- 2001 — Наполеон первый (фильм-спектакль) — Бертье
- 2001 — Башмачник —
- 2001 — Интересные мужчины — Марко
- 2001 — Люди и тени —
- 2002 — Бригада — Петрович, подручный Каверина
- 2002 — Юрики — участковый
- 2002 — Тайга. Курс выживания — инженер Антон Николаевич
- 2002 — Теория запоя —
- 2003 — Воры и проститутки. Приз — полёт в космос — высокопоставленный сотрудник госбезопасности
- 2003 — Любительница частного сыска Даша Васильева — адвокат
- 2003 — Замыслил я побег — Бодылкин
- 2003 — Жизнь одна — Евгений
- 2003 — Свободная женщина 2 — бомж
- 2003 — Кавалеры Морской звезды — эпизод
- 2003 — Люди и тени 2 — Крутиков
- 2003 — Русские амазонки 2 — Христофор
- 2003 — Таксист — майор милиции Козячиев
- 2004 — Кодекс чести 2 — клинет
- 2004 — Бриллианты для Джульетты
- 2004 — Команда — Фёдор Малыгин, Президент ФК Торпедо Болотное
- 2004 — Русское — незадачливый кавалер Светкиной матери
- 2004 — Четыре таксиста и собака — Рябцев, начальник таксопарка
- 2004 — Ландыш серебристый 2 — Герман
- 2004 — Ловушка для полтергейста — капитан милиции
- 2004 — По ту сторону волков 2 — санитар психушки
- 2005 — Влюблённый агент. Не оставляй надежду, маэстро! — Колесник, капитан
- 2005 — Бриллианты для Джульетты — дядя Толя
- 2005 — Жизнь — поле для охоты — Юсов, полковник
- 2005 — КГБ в смокинге — Самсонов
- 2005 — Сыщики-4 — Игнат Трофимович Скорочкин
- 2005 — Сыщики районного масштаба — Сергей Павлович Бурлаков, прокурор
- 2005 — Время собирать камни — инвалид Костя
- 2005 — Мошенники — майор Пётр Иванович Сергеев
- 2005 — Первый после бога — старпом Рогатько
- 2005 — Продаётся дача — милиционер
- 2005 — Сыщики районного масштаба — Бурлаков
- 2005 — Тайский вояж Степаныча — помощник Воркутидзе
- 2006 — Молодой Волкодав — Лука
- 2006 — Московская история — участковый
- 2006 — Русское средство — хохол
- 2006 — Четыре таксиста и собака 2 — Рябцев
- 2007 — Агентство «Алиби» — Порфирий Борисович
- 2007 — И всё-таки я люблю — Семен Аркадьевич, начальник ЖЭКа
- 2007 — Ликвидация — Захар
- 2007 — Молодой Волкодав — Лука
- 2007 — Особенности национальной подлёдной ловли, или Отрыв по полной — управляющий ресторана
- 2007 — Репортёры — Андрей Евгеньевич, редактор
- 2007 — Оплачено смертью — управляющий
- 2007 — Самый лучший фильм — прапорщик
- 2007 — Святое дело — Пружинкин
- 2007 — Срочно в номер! — сантехник
- 2007 — Ирония судьбы. Продолжение — мужчина с ёлкой
- 2008 — Долгожданная любовь — Тимур Тарханович, директор страховой компании
- 2008 — Жизнь, которой не было — Пётр
- 2008 — Сыщики районного масштаба 2 — Сергей Павлович, прокурор
- 2008 — Фитиль — разные роли
- 2008 — Тайны дворцовых переворотов. Фильм 7. Виват, Анна Иоанновна! — Густав
- 2009 — Деревенская комедия — казак Пётр, дядя Бовта
- 2009 — Генеральская внучка — Лобов
- 2009 — И была война — Александр Иванович, комиссар
- 2009 — Котовский — адвокат Котовского
- 2009 — Аптекарь — Тарабанько
- 2009 — Участковая — Алексей Круглов, мошенник (3-я серия «Квартирный вопрос»)
- 2010 — Буду верной женой — Егор Ильич Шумаков, директор швейной фабрики
- 2010 — Наша Russia. Яйца судьбы —
- 2010 — Масквичи — Сергей Арбатов
- 2011 — Дальнобойщики 3 — Михаил Егорович, директор автобазы
- 2012 — Большая ржака — штурман
- 2012 — 2015 —Светофор — отец Олеси
- 2012 — Ржевский против Наполеона —
- 2013 — Море. Горы. Керамзит — казак
- 2013 — Поцелуйте невесту — Эдуард Эдуардович
- 2013 — Последний из Магикян — садовник в доме Щербаковых
- 2013 — 7 футов под килем — отец Маруси
- 2013 — Лесник — Алексей Сергеевич Дымов, фельдшер
- 2013 — Право на любовь — охранник
- 2014 — Склифосовский-3 — провинциальный доктор
- 2014 — Луна — Савчук
- 2015 — Луна — Захар Ильич Савчук, дед Юлии, завхоз лицея
- 2015 — Орлова и Александров — Белов, актер с авоськой
- 2015 — Молодёжка — Валерий Николаевич Сотников,спортивный директор клуба «Титан»
- 2016 — 2018 — Лесник. Своя земля — Алексей Сергеевич Дымов, фельдшер
- 2016 — Физрук — бухгалтер
- 2016 — Партизаны — сержант Мельник
- 2017 — Любовь на выживание — Игорь Петрович Баев, заказчик
- 2017 — Воронины ― трудовик в школе
- 2018 — Мама — отец Леонида, гинеколог
- 2019 — Абриколь — врач скорой помощи
- 2019 — Домовой — Валентин Петрович
- 2019 — Дылды — Пётр Алексеевич Ковалёв, отец Михаила, спортивный комментатор
- 2020 — ИП Пирогова — муж Ани
- 2021 — Дылды-2 — Пётр Алексеевич Ковалёв, отец Михаила
- 2021 — Миссия «Аметист» — Андрей Макарович Татаринцев, военный прокурор
- 2021 — Экипаж 314 — Владимир
- 2023 — Скрытые мотивы —
- 2022 — Напарники — начальник полиции

## Телевидение
- Снялся в известном рекламном ролике компании «Билайн», известном под названием «Скока вешать в граммах?»[2].
- Снимался в детской телепередаче БУДИЛЬНИК

## Награды
- Орден Дружбы (25 августа 2023 года) - за заслуги в развитии отечественной культуры и искусства, многолетнюю плодотворную творческую деятельсность[3].
- Заслуженный артист Российской Федерации (3 февраля 1998 года) — за большие заслуги в развитии театрального искусства [4]